# Wetzelsdorf (Teisnach)
Wetzelzdorf ist ein Gemeindeteil des Marktes Teisnach im niederbayerischen Landkreis Regen.

## Lage
Das Dorf Wetzelsdorf liegt an der Gemeindeverbindungsstraße von Furthof zur Kreisstraße REG 18 bei Teisnach-Oed. Der kleine Ortsteil liegt an der Teisnach. Der Markt Teisnach liegt etwa 3 Kilometer nördlich, die Kreisstadt Regen 13 Kilometer südöstlich und Patersdorf circa 2 Kilometer südwestlich entfernt. Der nächste Bahnhof befindet sich im 8,5 Kilometer entfernten Gotteszell mit stündlichen Verbindungen nach Plattling und Bayerisch Eisenstein. Die nahe gelegenen Bahnhöfe Patersdorf und Teisnach liegen an der Bahnstrecke Gotteszell–Blaibach, auf der heute nur noch bis Viechtach Verkehr betrieben wird. Diese Bahnstrecke wird aber nur noch zu touristischen Ausflugsfahrten und zum Reparaturbetrieb bedient. Die nächstgelegenen Bundesstraßen sind die Bundesstraße 85 und die Bundesstraße 11, die durch Patersdorf führen. Die nächste Autobahn befindet sich im 24 Kilometer entfernten Deggendorf mit der Bundesautobahn 92, die nach München führt.

## Geschichte
Wetzelsdorf wurde an den Ufern der Teisnach als erster Ort in der Gemeinde um 1100 erstmals urkundlich erwähnt. Im Gemeindeteil ist ein großer Bauernhof angesiedelt. In Wetzelsdorf leben 54 Einwohner (Stand 31. Dezember 2023). Der Ort besitzt einen Dorfplatz mit einem Maibaum, den jedes Jahr die ortsansässige Dorfgemeinschaft aufstellt.